# 巴勃罗·马钦
巴勃罗·马钦·迪耶斯（西班牙語：Pablo Machín Díez，西班牙語發音：[ˈpaβlo maˈtʃin ˈdi.eθ]，1975年4月7日—），是已退役西班牙足球运动员，司职右后卫，退役后担任主教练，现执教于西甲球队艾爾切。

## 职业生涯
马钦出生于西班牙索里亚，是努曼西亚青训球员。不过除了1993-94赛季曾代表努曼西亚一线队在西乙B上阵5次外，他大部分职业生涯都只在预备队效力。1998年，在遭遇严重膝伤后，他在23岁时选择退役。
2000年，马钦回到努曼西亚青训队执教。2006年，马钦被提拔至努曼西亚B队任主教练，率领球队打入西丙升级附加赛，随后进入一线队担任助理教练。
2011年5月30日，马钦接替被解雇的温苏埃出任努曼西亚一线队主教练，在率领球队连续2个赛季保级后，马钦离开球队。
2014年3月9日，马钦接替被解雇的哈维·洛佩斯出任西乙赫罗纳主帅。2014-15赛季，他率队夺得联赛第3名，但未能升级，随后他与球队续约2年至2018年。
2016-17赛季，马钦率领赫罗纳升入西甲联赛，2017年8月17日，马钦与赫罗纳续约至2019年。2017-18赛季，马钦率领球队夺得联赛第10名，距离欧战席位仅有7分差距，该赛季球队曾6-0击败拉斯帕尔马斯。
2018年5月18日，马钦与西甲塞维利亚签约2年。次年3月15日，在塞维利亚被布拉格斯拉维亚淘汰出欧联杯之后，马钦被球队解雇。
2019年10月7日，马钦出任西甲西班牙人主教练，取代被解雇的大卫·加耶戈，同年12月22日他被解雇，彼时球队联赛垫底。
2020年7月22日，马钦被任命为中超联赛球队青岛黄海主教练。然而仅仅8天之后，青岛黄海宣布马钦由于个人原因及家庭重大变故无法前往中国执教。
2020年8月5日，西甲球队阿拉维斯宣布马钦出任球队主教练。2021年1月12日，马钦被阿拉维斯解雇。

## 执教生涯数据统计
最後更新：2020年7月30日
| 球队        | 国家           | 起            | 止             | 统计 | 统计 | 统计 | 统计 | 统计 | 统计 | 统计   | 统计  | 参考资料 |
| 球队        | 国家           | 起            | 止             | 场次 | 胜   | 平   | 负   | 进球 | 失球 | 净胜球 | 胜率  | 参考资料 |
| ----------- | -------------- | ------------- | -------------- | ---- | ---- | ---- | ---- | ---- | ---- | ------ | ----- | -------- |
| 努曼西亚B队 | 西班牙         | 2006年7月1日  | 2007年6月30日  | 42   | 21   | 15   | 6    | 61   | 36   | +25    | 50.00 | [ 16 ]   |
| 努曼西亚    | 西班牙         | 2011年6月30日 | 2013年6月11日  | 87   | 28   | 29   | 30   | 109  | 112  | −3     | 32.18 | [ 17 ]   |
| 赫罗纳      | 西班牙         | 2014年3月9日  | 2018年5月28日  | 189  | 83   | 50   | 56   | 255  | 197  | +58    | 43.92 | [ 18 ]   |
| 塞维利亚    | 西班牙         | 2018年5月28日 | 2019年3月9日   | 50   | 26   | 9    | 15   | 97   | 59   | +38    | 52.00 | [ 19 ]   |
| 西班牙人    | 西班牙         | 2019年10月7日 | 2019年12月23日 | 15   | 4    | 3    | 8    | 19   | 23   | −4     | 26.67 | [ 20 ]   |
| 青岛黄海    | 中华人民共和国 | 2020年7月22日 | 2020年7月30日  | 0    | 0    | 0    | 0    | 0    | 0    | +0     | —     |          |
| Total       | Total          | Total         | Total          | 383  | 162  | 106  | 115  | 541  | 427  | +114   | 42.30 | —        |

## 荣誉

### 主教练
赫罗纳
- 西班牙足球乙级联赛亚军：2016-17